# Julius Nicolaus Weisfert
Julius Nicolaus Weisfert, Pseudonym Tintophonius (* 26. Juli 1873 in Moskau; † 16. Februar 1942 in Berlin-Lichterfelde) war ein deutscher Journalist und Redakteur.

## Leben

### Familie
Der Sohn des vermutlich aus Ostpreußen stammenden Kaufmanns Julius Weisfert und der Luise, geb. Schmitt, verbrachte seine Kindheit in Moskau, Graz und Riga. Nach dem Tod des Vaters besuchte er in Königsberg die Oberrealschule, ohne diese jedoch abzuschließen.

### Beruf
Nach einer Ausbildung zum Kaufmann und Buchhändler wurde Weisfert 1896 Redakteur der Königsberger Allgemeinen Zeitung. Schon zwei Jahre vorher hatte die in Berlin und Leipzig erscheinende Illustrirte Zeitung seinen ersten Artikel angenommen. Für dieses Blatt schrieb er auch noch, nach dem er die Anstellung in Königsberg erhalten hatte, zahlreiche Artikel. Gleich zu Beginn seiner Karriere schuf er mit seinem Biographisch-litterarischen Lexikon für die Haupt- und Residenzstadt Königsberg und Ostpreußen ein bis heute vielzitiertes Standardwerk.
Im Jahr 1908 wurde Weisfert Chefredakteur der Wilhelmshavener Zeitung. Daneben übernahm er ab 1911 Aufgaben als Redakteur der Zeitschrift Sportsfreund. Bei der von ihm gegründeten Freisinnigen Vereinigung für Wilhelmshaven und Rüstringen hatte Weisfert von 1909 bis 1911 den Vorsitz inne.
Weisfert verließ Wilhelmshaven im Jahr 1918, um bei der in Berlin erscheinenden Norddeutschen Allgemeinen Zeitung, die nach dem Ende des Ersten Weltkriegs in Deutsche Allgemeine Zeitung umbenannt wurde, einen Redakteursposten zu übernehmen. Im Jahr 1922 war er daneben noch Redakteur und Mitherausgeber der kurzlebigen Zeitschrift ERKA des Roten Kreuzes.
Zuletzt war Weisfert ab 1927 Redakteur beim Neuköllner Tageblatt. In Berlin kann er letztmals 1933 nachgewiesen werden. Bei Degener wird er 1935 nicht mehr genannt.
Julius Nicolaus Weisfert ist laut Sterbeurkunde am 16. Februar 1942 im Johanniterheim in Berlin-Lichterfelde gestorben, er wurde am 20. Februar 1942 auf dem Wilmersdorfer Waldfriedhof Stahnsdorf beerdigt.

## Veröffentlichungen
(ohne Anspruch auf Vollständigkeit)

### Bücher
- Biographisch-litterarisches Lexikon für die Haupt- und Residenzstadt Königsberg und Ostpreußen. Buchdruckerei Georg Schadlowsky, Königsberg/Pr. 1897 / 2. Reprint Verlag Golms, Weidmann, Hildesheim / Zürich / New York 2013, ISBN 978-3-487-30125-9.

### Denkschriften
- Über die Notwendigkeit gesetzgeberischer Maßnahmen, durch die die obligate Einführung geeigneter Apparate zur Errettung aus Seenot gewährleistet wird. (Denkschrift dem deutschen Reichstage eingereicht.) 1903.

### Zeitungsartikel
- Zum 350. Jubiläum der Universität Königsberg. In: Illustrirte Zeitung vom 4. August 1894. Nr. 2666, S. 181 f.
- Das Kaiser-Wilhelm-Denkmal in Königsberg. In: Illustrirte Zeitung vom 1. September 1894. Nr. 2670, S. 229 f.
- Karl Graf Finck von Finckenstein, der neuernannte commandierende General du Armeecorps. In: Illustrirte Zeitung vom 23. März 1895. Nr. 2699, S. 314.
- Gustav Hirschfeld. (Gestorben am 20. April 1895.). In: Illustrirte Zeitung vom 8. Juni 1895. Nr. 2710, S. 665.
- Strafrechtslehrer der Gegenwart. In: Illustrirte Zeitung vom 10. August 1895. Nr. 2719, S. 157–158.
- Peter von Bohlen. Zu seinem 100. Geburtstag. In: Hartungsche Zeitung vom 22. März 1896. Sonntagsbeilage Nr. 12.
- Zu Oskar Schade’s 70. Geburtstag. In: Illustrirte Zeitung vom 18. April 1896. Nr. 2755, S. 468.
- Das Ordenshaus Lochstädt und die Pillauer Landmarke. In: Königsberger Hartungsche Zeitung vom 6. September 1896. Sonntagsblatt Nr. 36.
- Generallieutnant Richard v. Klitzing, der neue Commandeur des 4. preußischen Armeecorps. In: Illustrirte Zeitung vom 27. Januar 1898. Nr. 2848, S. 106 f.
- Der Generalleutnant Robert von Massow, der neue Commandeur des 9. preußischen Armeecorps. In: Illustrirte Zeitung vom 2. Juni 1898. Nr. 2866, S. 706.
- Generalmajor Victor v. Mikusch-Buchberg, der neue Commandeur des 7. preußischen Armeecorps. In: Illustrirte Zeitung vom 25. August 1898. Nr. 2878, S. 258.
- Die Palaestra Albertina in Königsberg i. Pr. In: Illustrirte Zeitung vom 20. Oktober 1898. Nr. 2888, S. 510.
- Die derzeitigen Rectoren der deutschen Universitäten. In: Illustrirte Zeitung vom 3. November 1898. Nr. 2888, S. 577.
- Ernst von Holleben. Oberlandesgerichtspräsident und Kanzler im Königreich Preußen. In: Illustrirte Zeitung vom 15. Dezember 1898. Nr. 2894, S. 838.
- Professor Hermann Schell. In: Illustrirte Zeitung vom 16.März 1899. Nr. 2907, S. 340.
- Ferdinand v. Stülpnagel, commandierender General des 5. preußischen Armeecorps. In: Illustrirte Zeitung vom 11. Mai 1899. Nr. 2915, S. 620.
- Emil Frhr. v. Meerscheidt-Hülleßem, der neuernannte Commandeur des 15. Armeecorps. In: Illustrirte Zeitung vom 15. Juni 1899. Nr. 2920, S. 796.
- Erich v. Drygalski, der Leiter der geplanten deutschen Südpolarexpedition. In: Illustrirte Zeitung vom 6.Juli 1899. Nr. 2923, S. 17.
- Die Brandkatastrophe von Marienburg. In: Illustrirte Zeitung vom 3. August 1899. Nr. 2927, S. 151 f.
- Robert Wilhelm Bunsen. In: Illustrirte Zeitung vom 31. August 1899. Nr. 2931, S. 291 f.
- Generalleutnant Ernst Frhr. v. Bülow beauftragt mit der Führung des 1. Armeecorps. In: Illustrirte Zeitung vom 15. Februar 1900. Nr. 2955, S. 230.
- Karl von Villaume (General der Artillerie verstorben am 3. Juni 1900). In: Illustrirte Zeitung vom 28. Juni 1900. Nr. 2974, S. 943.
- Commandeure im deutschen Expeditionskorps für China. In: Illustrirte Zeitung vom 19. Juli 1900. Nr. 2977, S. 90 f, Illustrirte Zeitung vom 26. Juli 1900. Nr. 2978, S. 126 f und Illustrirte Zeitung vom 2. August 1900. Nr. 2979, S. 162.
- Anton Herwarth v. Bittenfeld, der neue commandierende General des 15. Armeekorps. In: Illustrirte Zeitung vom 16. August 1900. Nr. 2981, S. 234.
- Die derzeitigen Rectoren der deutschen Universitäten. In: Illustrirte Zeitung vom 3. Januar 1901. Nr. 3001, S. 15 f.
- Die neue Universitätsbibliothek zu Königsberg i. Pr. In: Zur guten Stunde 1901. 15. Jg., Heft 6.
- Die Königin-Luise-Gedächtniskirche in Königsberg in Preußen. In: Illustrirte Zeitung vom 14. März 1901. Nr. 3011, S. 395.
- Erich Joachim, der neue Director des königlich preußischen Historischen Instituts in Rom. In: Illustrirte Zeitung vom 21. März 1901. Nr. 3012, S. 426.
- Das neue Bismarck-Denkmal in Königsberg i. Pr. In: Illustrirte Zeitung vom 18. April 1901. Nr. 3016, S. 596 und 598.
- Riga. Zum 700jährigen Jubiläum der alten Hansestadt. In: Illustrirte Zeitung vom 1. August 1901. Nr. 3031, S. 185 ff.
- Die Königsberger Kaisertage. In: Illustrirte Zeitung vom 19. September 1901. Nr. 3038, S. 412 ff.
- August v. Lentze, der commandierende General des 17. Armeecorps. In: Illustrirte Zeitung vom 3. Oktober 1901. Nr. 3040, S. 486.
- Oberlehrer Dr. Heinrich Schröder. In: Illustrirte Zeitung vom 3. Oktober 1901. Nr. 3040, S. 501.
- Die Geburtsstätte des „Ännchen von Tharau“. In: Illustrirte Zeitung vom 10. Oktober 1901. Nr. 3041, S. 537 f.
- Die Marienburg. In: Illustrirte Zeitung vom 5. Juni 1902. Nr. 3075, S. 874.
- Die Einweihungsfeier der Marienburg. In: Illustrirte Zeitung vom 12. Juni 1902. Nr. 3076, S. 909 ff.
- Gustav v. Gossler (gestorben am 29. September 1902). In: Illustrirte Zeitung vom 9. Oktober 1902. Nr. 3093, S. 538.
- Clemens Delbrück, der neuernannte Oberpräsident von Westpreußen. In: Illustrirte Zeitung vom 3. Oktober 1902. Nr. 3095, S. 606.
- Dr. Georg Reicke, der neugewählte zweite Bürgermeister von Berlin. In: Illustrirte Zeitung vom 11. Dezember 1902. Nr. 3102, S. 913.
- Wilhelm v. Waldow, der neue Oberpräsident der Provinz Posen. In: Illustrirte Zeitung vom 5. März 1903. Nr. 3114, S. 345.
- Eduard Hermes zum 85. Geburtstage. In: Illustrirte Zeitung vom 21. Mai 1903. Nr. 3125, S. 776.
- Pillau als Wiege der deutschen Flotte. In: Königsberger Allgemeine Zeitung 1903. Jg. 28, Nr. 303.
- Die derzeitigen Rectoren der deutschen Universitäten. In: Illustrirte Zeitung vom 18. Februar 1904. Nr. 3164, S. 223 f.
- Das Kneiphöfische Gymnasium zu Königsberg in Preußen. Zum 600jährigen Jubiläum. (21.- 24. Juni 1904). In: Illustrirte Zeitung vom 30. Juni 1904. Nr. 3183, S. 966 f.
- Ludwig Friedländer‚ zum 80. Geburtstage. In: Illustrirte Zeitung vom 21. Juli 1904. Nr. 3186, S. 101.
- Das neue Reichsbankgebäude in Danzig. In: Illustrirte Zeitung vom 13. September 1906. Nr. 3298, S. 411 f.
- Die Schlossteichfreilegung in Königsberg i. Pr. In: Illustrirte Zeitung vom 20. September 1906. Nr. 3299, S. 457 f.
- Oskar Schade (Zum 80. Geburtstag am 25. März). In: Illustrirte Zeitung vom 5. April 1906. Nr. 3275, S. 529.
- Der Gruß der Königsberger Studenten an den Mai. In: Illustrirte Zeitung vom 9. Mai 1907. Nr. 3332, S. 794 und 796.
- Der Königsberger Dom. In: Illustrirte Zeitung vom 26. September 1907. Nr. 3352, S. 510.
- Graf Zeppelin kommt doch! In: Wilhelmshavener Zeitung vom 4. Juni 1912. S. 3.
- Strafen in der alten brandenburgen Marine. In: Weser-Zeitung (Bremen) vom 13. Juni 1913.
- Unsere Kriegsmarine und der Fischereischutz. In: Tägliche Rundschau (Berlin) vom 21. Oktober 1913.
- Der Vogelzug und die deutsche Vogelwarte. In: Der Tag (Berlin) vom 28. Dezember 1913.
- Peter von Bohlen, ein Lebensbild aus dem Jeverland. In: Die Tide. Nordwestdeutsche Monatshefte. Bd. 1 (Juli 1917 – Juli 1918), S. 285 ff.
- Die Königsberger Gelehrten-Familie Neumann. In: Norddeutsche Allgemeine Zeitung vom 10. März 1918 (Beiblatt zur Morgen-Ausgabe). Nr. 127, S. 3.
- Kolmar Frhr. v. d. Goltz. (Ein Blatt der Erinnerung zu seinem 75. Geburtstage am 12. August). In: Norddeutsche Allgemeine Zeitung vom 10. August 1918 (Abend-Ausgabe). Nr. 406, S. 2.
- Aus der Kriegsrangliste von 1870/71. In: Norddeutsche Allgemeine Zeitung vom 4. Oktober 1918 (Morgen-Ausgabe). Nr. 507, S. 2.
- Flotten-Reminiszenz aus der Zeit vor 70 Jahren. In: Überall. Zeitschrift des deutschen Flotten-Vereins 1918. 20. Jg., S. 93.
- Rektor Pogorczelsky aus Kutten, ein masurischer Dorfphilosoph. In: Deutsche Allgemeine Zeitung vom 5. April 1919.
- Aus Blüchers letztem Lebensjahr. In: Schlesische Zeitung vom 12./13. September 1919.
- Aennchen von Tharau zu ihrem 300. Geburtstag. In: Deutsche Allgemeine Zeitung vom 13. Februar 1920.
- Aus der Geschichte der Kartoffel. In: Deutsche Allgemeine Zeitung vom 20. April 1920.
- Blüchers Beziehungen zu Ostfriesland. Zum 100. Todestag des Feldmarschalls. In: Die Tide. Nordwestdeutsche Monatshefte. Bd. 3 (Juli 1919 – Juni 1920), S. 138 ff.
- Friedrich Theodor von Frerichs. In: Die Tide. Nordwestdeutsche Monatshefte. Bd. 3 (Juli 1919 – Juni 1920), S. 162 ff.
- Rudolph von Jhering. In: Die Tide. Nordwestdeutsche Monatshefte. Bd. 3 (Juli 1919 – Juni 1920), S. 505 ff.
- Tabak-Jubiläum. In: Weser-Zeitung (Bremen) vom 9. Oktober 1920.
- Selige Hofrangordnung. In: Dresdner Anzeiger vom 11. Mai 1921.
- Friedrich Christoph Schlosser. In: Die Tide. Monatsschrift für Nord-, Ost- und Westfriesland, Oldenburg, Friesische Inseln und Helgoland. Bd. 4 (Juli 1920 – Juni 1921), S. 430 ff.
- Johann Ludwig Tiarks. In: Die Tide. Monatsschrift für Nord-, Ost- und Westfriesland, Oldenburg, Friesische Inseln und Helgoland. Bd. 5 (Juli 1921 – Juni 1922), S. 225 ff.
- Massenpsychose. In: Rur-Blumen. Beilage zum Jülicher Kreisblatt 1925. Nr. 31.
- Die Launen des Blitzes. In: Rur-Blumen. Beilage zum Jülicher Kreisblatt 1925. Nr. 32.
- Die Leitung kultureller Institutionen. Fachmann oder Verwaltungsbeamter. In: Germania. Zeitung für das Deutsche Volk 1925. Nr. 336.
- Mein Gerichtsvollzieher. Erinnerung an ungeliebte Morgenvisiten. In: Rur-Blumen. Beilage zum Jülicher Kreisblatt 1926. Nr. 4.
- Ein tragisches Motiv. Das Problem des Schwindsuchtskranken in Drama und Roman. In: Deutscher Journalistenspiegel 1927. 3. Jg., S. 579 ff.[1]